# Epidendrum schlechterianum
Epidendrum schlechterianum är en orkidéart som beskrevs av Oakes Ames. Epidendrum schlechterianum ingår i släktet Epidendrum och familjen orkidéer. Inga underarter finns listade i Catalogue of Life.

## Bildgalleri

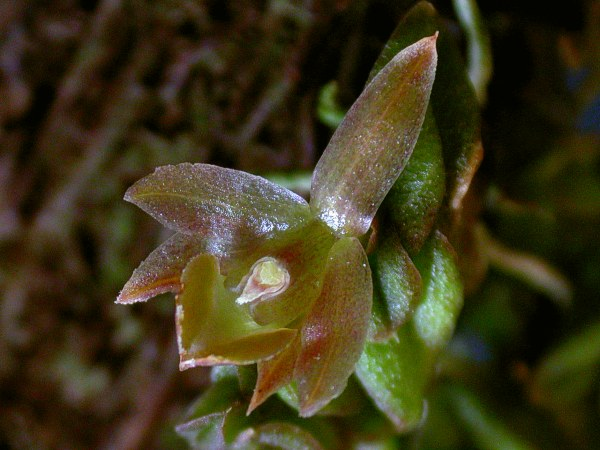